# Patrick Rissmiller
Patrick Rissmiller (Belmont, 26 ottobre 1978) è un ex hockeista su ghiaccio statunitense.

## Palmarès

### Club
- Campionato italiano: 1

Renon: 2013-2014
- Coppa Italia: 2

Renon: 2013-2014, 2014-2015

### Individuale
- AHL All-Star Game: 2

2005-2006, 2009-2010